# 台湾禾叶兰
台湾禾叶兰（学名：Agrostophyllum inocephalum）为兰科禾叶兰属下的一个种。

## 扩展阅读
- 維基物種上的相關：台湾禾叶兰